# 理論ミニマム
理論ミニマム（りろんミニマム、露: Теоретический минимум、英: Theoretical Minimum）とは、ソビエト連邦の理論物理学者レフ・ランダウが、門下を志望する学生に課した試験、あるいはその合格基準、試験の範囲などを指すものである。
試験の範囲は理論物理学の分野全般に渡り、より具体的にはランダウ＝リフシッツの理論物理学教程の全体であったと言え、単純に知識量の面だけを取ってもハードルとしては非常に高い。実際、ソ連全土から志望者が集う中、1934年からの28年間で合格者は43人だけであったという記録が残っている。（ハードルの高さに鑑み、43人「も」いた、という捉え方もある。）ランダウの「研究を行う際、計算上の困難によって、物理学上の困難から目を逸らされることがあってはならない」という考え方を反映して、理論ミニマムは多くの物理計算上の知識・テクニックを含んだものとなっている。
なお、ソ連の理論物理の教育課程においてはその後も同名の試験が行われ、ランダウによる試験の内容・水準を継承した。